# Szex, csajok, Ibiza
A Szex, csajok, Ibiza (eredeti cím: Pura Vida Ibiza) 2004-ben bemutatott német filmvígjáték, amelyet Gernot Roll rendezett. A főbb szerepekben Kristian Kiehling, Michael Krabbe, Tom Wlaschiha, Julia Dietze és Katja Flint látható.
Németországban 2004. február 12-én, Magyarországon 2004. augusztus 19-én mutatták be a mozikban.

## Cselekmény
A film a három haver, Ben, Nick és Felix háttértörténetével kezdődik, akik még iskolás korukban ismerkednek meg egymással. Nick a zseni, nélküle a másik kettő nem érettségizett volna le. Felix már az iskolában messze két barátja előtt jár, ha a nők megértéséről van szó. Ben kezdetben a három barát közül a nagy lúzer, mert általános iskola óta belezúgott Carola nevű osztálytársába, akinek jelenlétében gyakran csinál hülyét magából.
Másnap Ben részegen ébred fel egy park padján a barátai mellett, azok elmondják neki, hogy ez nem csak egy diszkós kiruccanás volt. Ben felvidítása érdekében mindhárman elmentek a házába, és az estét Ben apjának költségén néhány prostituálttal fejezték be.
Ezután úgy döntenek, elfogadnak egy munkát klubanimátorként Ibizán. Ahhoz, hogy megkapják az állást, el kell viselniük néhány nehézséget, mivel az Oktopus személyzeti vezetője, Hans Beck kemény próbatételeknek teszi ki mindhármukat a személyes értékelő interjú során, hogy tesztelje az új klubanimátorok rugalmasságát.

## Szereplők
| Szerep   | Színész             | Magyar hang     | Magyar hang      |
| Szerep   | Színész             | 1. szinkron     | 2. szinkron      |
| -------- | ------------------- | --------------- | ---------------- |
| Ben      | Kristian Kiehling   | Moser Károly    | Galbenisz Tomasz |
| Nick     | Michael Krabbe      | Gáspár András   | N/A              |
| Felix    | Tom Wlaschiha       | Szuchy Péter    | N/A              |
| Carola   | Julia Dietze        | Szénási Kata    | N/A              |
| Anna     | Katja Flint         | Mics Ildikó     | N/A              |
| Michelle | Judith Richter      | Haumann Petra   | N/A              |
| Matze    | Victor Schefé       | Barát Attila    | N/A              |
| Hugo     | Horst Krause        | Németh Gábor    | N/A              |
| Franzi   | Maxi Warwel         | Zsigmond Tamara | N/A              |
| Hermes   | Hilmi Sözer         | Csuja Imre      | Magyar Bálint    |
| Beck     | Tom Gerhardt        | Bodrogi Attila  | N/A              |
| DJ Kool  | Niels-Bruno Schmidt | Juhász György   | N/A              |

### Magyar változat
1. szinkron
- Főcím: Kristóf Tibor
- Magyar szöveg: Fodor Zsuzsa
- Hangmérnök: Kardos Péter
- Rendezőasszisztens és vágó: Kajdácsi Brigitta
- Gyártásvezető: Fehér József
- Szinkronrendező: Csörögi István

A szinkront a Mafilm Audio Kft. készítette el.
2. szinkron
- Magyar szöveg: Németh Mária
- Hangmérnök: Kováts Gábor
- Vágó: Kozma Judit
- Gyártásvezető: Mázsár Gyula
- Szinkronrendező: Kozma Mari

A szinkront a Mikroszinkron készítette el.

## A film készítése
A filmet 2003. augusztus 25-től 2003 októberéig forgatták. Németországban összesen 150 822 ember látta a filmet.